# Pierre Luccin
Pour les articles homonymes, voir Lucin.
Pierre Luccin, né le 27 mai 1909 à Tabanac et mort le 3 janvier 2001 à Langoiran, est un écrivain français.

## Biographie
Pierre Luccin est d'abord steward sur des transatlantiques avant de publier plusieurs romans.
Pour son attitude durant la Seconde Guerre mondiale, il est frappé à la Libération de 5 ans d’indignité nationale.
Il abandonne alors l’écriture, devient négociant en vin et viticulteur-propriétaire à Tabanac.

## Œuvres
- La Taupe, Paris, Éditions Gallimard, 1943, 179 p. (BNF 23979695)

- Prix Maurice-Trubert de l’Académie française, 1944
- La Confession impossible, Bordeaux, France, Éditions Delmas , 1946, 197 p. (BNF 32397965)
- Jacinthe, Paris, Éditions du Griffon d'or, 1946, 196 p. (BNF 32397966)
- Le Marin en smoking, Paris, Éditions Gallimard, 1946, 214 p. (BNF 32397967)
- Pierrillot, suivi de trois nouvelles, Bordeaux, France, Éditions Delmas , 1946, 208 p. (BNF 32397968)
- La Colère des albatros, suivi de trois nouvelles, Bordeaux, France, Éditions Delmas , 1947, 208 p. (BNF 32397964)
- Les Voyages de Jean l’Aventure, Paris, Éditions H. Lanson, 1947, 187 p. (BNF 32397970)
- La Confession impossible, Le Bouscat, France, Éditions Finitude, 2007, 156 p.  (ISBN 978-2-912667-48-9)[4]
- Le Sanglier, Le Bouscat, France, Éditions Finitude, 2014, 120 p.  (ISBN 978-2-36339-033-2)[2]